# 翅叶掌叶树
翅叶掌叶树（学名：Brassaiopsis dumicola）为五加科罗伞属的植物，是中国的特有植物。分布在中国大陆的云南等地，目前尚未由人工引种栽培。